# Francis Goya
 (janvier 2012).
Francis Goya, né François Weyer le 16 mai 1946 à Liège, en Belgique, est un guitariste et concertiste belge.

## Biographie
Fils de parents musiciens, il se voit offrir sa première guitare à l'âge de 12 ans.
À 16 ans, Francis Goya forme son premier groupe (Les Jivaros) avec son frère batteur et quelques amis.
En 1966 il rencontre le chanteur Lou qui rejoint le groupe rock de Francis, The Liberty Six avec Patrick Ruymen,(Lou produira plus tard l'artiste Plastic Bertrand et composera pour lui la chanson Ça plane pour moi qui devint un succès mondial.
En 1970 Francis Goya est engagé par un groupe professionnel de soul musique le J J Band avec lequel il enregistre deux albums dont le deuxième est produit par Brian Bennett, le batteur de The Shadows. Cet LP est enregistré à Londres pour la firme CBS. Grâce au J J Band, Francis Goya part en tournée à travers toute l'Europe et l'Afrique.
Il devient également guitariste de studio et accompagne aussi différents artistes sur scène tels que Demis Roussos, The Three Degrees, Vicky Leandros, et bien d'autres.

### Le déclic «Nostalgia»
En 1975, il enregistre son premier 45 tours solo Nostalgia qui grimpera dans tous les hits parade.
Nostalgia est une mélodie douce et romantique écrite par Francis Goya et son père. C'est alors que va commencer sa carrière internationale.
Il part en tournée à travers le monde, de l'Asie à l'Amérique latine en passant par l'Afrique du Sud, la Russie, etc.
Entre chaque tournée, il enregistre au moins un nouvel album, pour en arriver à plus de 35 LP et CD dont la plupart deviendront disque d'or ou disque de platine.
À ce jour, Francis Goya a vendu plus de 28 millions d'albums dans le monde, ce qui est plutôt rare en musique instrumentale.
En 1991, Francis Goya dirige l'orchestre de l'Eurovision à Rome pour le Luxembourg ainsi qu'en Irlande en 1993.

### Influences latino-américaines
Ayant toujours adoré la musique latino américaine, Francis Goya décide en 1991 d'enregistrer parallèlement à sa musique instrumentale, un CD de chansons brésiliennes (Bahia Lady). Le timbre de sa voix et le son chaud de sa guitare font une très bonne association qui plaît beaucoup au public.
Il décide de poursuivre dans cette voie et enregistre en 1992 et 1993 deux autres CD du même style (Noche Latino et Festival Latino).
1994 sera l'année du retour aux sources avec l'enregistrement d'un nouveau CD instrumental ainsi qu'une tournée d'une cinquantaine de concerts aux Pays-Bas.
En 1996 un nouveau CD de musique du style new age est enregistré (Gondwana). En 1998 Francis Goya enregistre les plus belles chansons de Jacques Brel qui sortiront sur CD et seront distribuées sur toute l'Europe. Suivra l'album enregistré en duo avec Richard Clayderman.

### Un vent de l'Est
L'album Moscow Nights enregistré à Moscou est sorti en 1981 dans tous les pays de l'ex-URSS où il devint un énorme succès qui fit de Francis Goya une star occidentale en Europe de l'Est.

### Années 2000

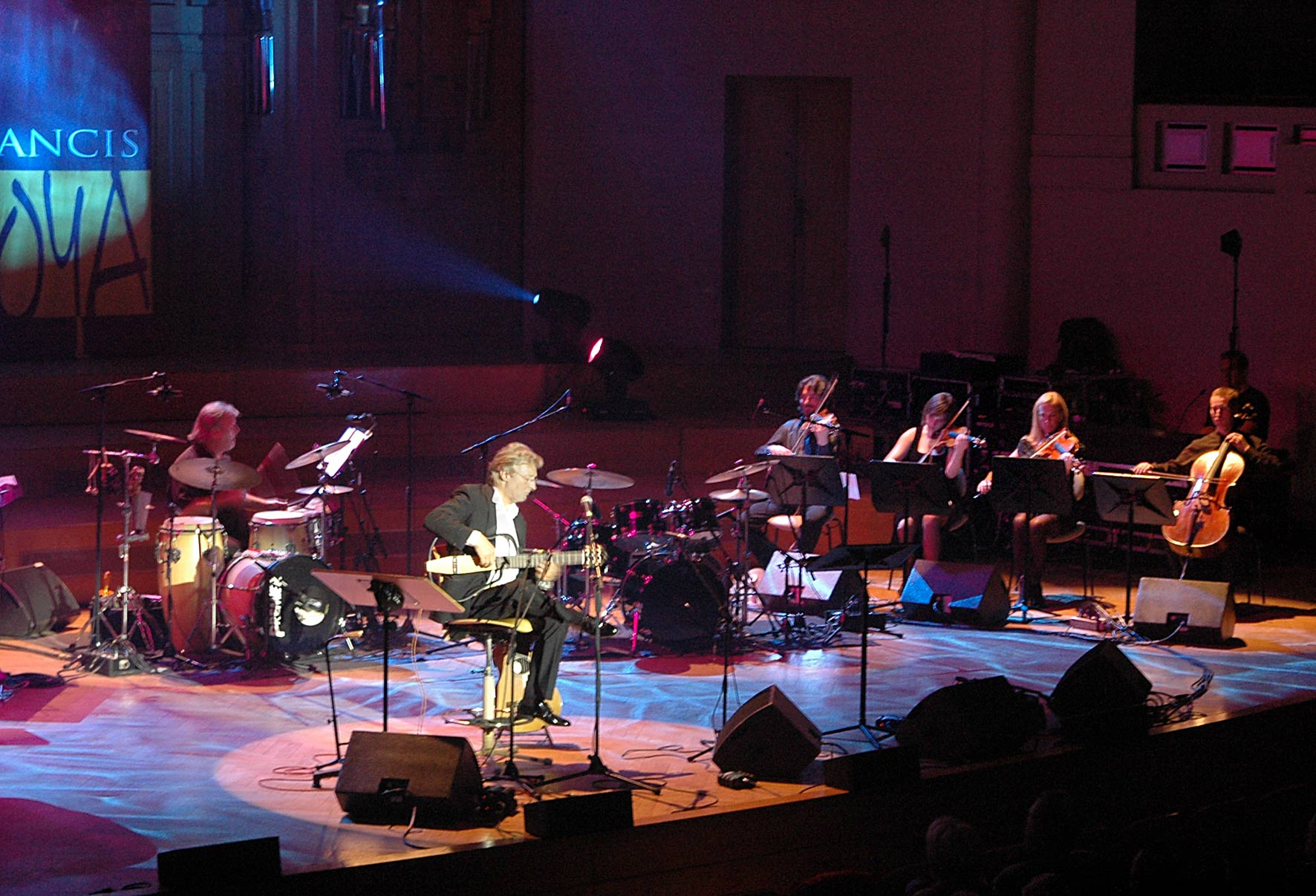
Francis Goya en concert à Bruxelles en 2005.

C'est après vingt ans de succès en Europe de l'Est que Francis Goya fut invité en mars 2001 à donner un concert en Estonie, au Philharmonic Hall de Tallin,
accompagné par l'Orchestre de chambre du Philharmonic Hall, dirigé par Jean-Luc Drion pianiste et chef d'orchestre, complice de Francis Goya depuis plus de trente ans.
Ce premier concert remporta un tel succès que Francis Goya dut prolonger son séjour en Estonie afin de donner un second concert le lendemain au même Philharmonic Hall.
Après cette première expérience en Estonie, Francis Goya décida d'enregistrer un album instrumental comprenant des œuvres écrites par le grand compositeur Estonien Raimond Valgre.
Cet album remporte encore un très grand succès en Estonie.
De même, l'album russe A Tribute To Alexandra Pakhmutova enregistré à Saint-Pétersbourg est aussi distribué en Corée, à Taïwan et en Chine.
Fort de sa popularité, Francis Goya se produit depuis régulièrement en tournées à travers le monde.
En 2006, le rappeur américain Busta Rhymes reprend un ancien morceau de Francis Goya Faded Lady qui devient no 1 dans le top 100 aux États-Unis sous le titre New York Shit (album The Big Bang (album)).
En 2007 le groupe Safri Duo (Falling Hight) reprend un sample du morceau Tonight’s the Night écrit par Francis Goya en 1976.
En janvier 2008, Francis Goya décide de s'installer avec sa famille à Marrakech (Maroc) tout en continuant ses galas au Canada, en Afrique du Sud, en Russie, en Estonie.
En 2010, Francis Goya ouvre sa première école de musique Ateliers Art et Musique à Marrakech.
En 2011, il crée la fondation Francis Goya pour le développement culturel des enfants et adolescents marocains défavorisés  avec le soutien de personnalités : l'ambassadeur de Belgique au Maroc, le consul de Belgique au Maroc et des hauts fonctionnaires d'État marocains.
EN 2013, la Chine.
En novembre 2014, une grande tournée a eu lieu en Russie, Moldavie et en Ukraine.
En septembre 2015, Bulgarie.
En avril 2016, Israël.
En avril 2017, Francis s'installe définitivement en Andalousie, à Benahavis, près de Marbella.
Les concerts continuent.
Aout 2021, Estonie, Lituanie 
Mai, 2022, Finlande
Concerts à venir.
9 et 11 décembre 2022 à New York

## Atelier Art et Musique à Marrakech (Maroc)
Sous l'initiative de Francis Goya et de ses filles Valérie et Sandrine qui ont travaillé ensemble à sa fondation, l'Atelier Art & Musique Francis Goya est créé le 8 mars 2010. C'est grâce à l'appui moral du Consulat de Belgique, de la préfecture de Marrakech et le partenariat avec Yamaha, qu'ont pu débuter les cours comprenant des disciplines instrumentales et vocales.
De l'éveil musical au solfège en passant par les nombreux cours de guitare, de piano, de violon, de magie, de danse et de chants, l'Atelier Art & Musique Francis Goya s'adresse à tous, du débutant au musicien confirmé.
Actuellement, plus d'une centaine d'élèves de tous niveaux sont inscrits aux différents cours, témoignant tout l'intérêt et la vitalité de leur école.

## Fondation Francis Goya pour le Développement Culturel des Enfants et des Adolescents Défavorisés
Au cours de sa longue carrière artistique de compositeur et concertiste, Francis Goya s’est toujours impliqué dans des activités humanistes qui l’ont amené à soutenir des causes humanitaires comme le financement d’orphelinats et d’écoles secondaires au Cambodge, le département d’urgences pédiatriques de l’Hôpital Reine Fabiola en Belgique, la Fondation Cancérologique Saint Michel à Bruxelles. Installé au Maroc depuis plusieurs années, Francis Goya a été touché par les besoins immenses de développement de la jeunesse Marocaine.
Le déclic s’est produit au cours d’un voyage dans le sud du pays. Il jouait de la guitare en famille au cours d’un bivouac à proximité d’un petit village et spontanément de nombreux enfants sont venus l’entourer et partager un moment d’émotion. L’idée a fait son chemin et Francis a décidé de créer une Fondation dont l’objectif serait de découvrir de nouveaux talents parmi les enfants et adolescents socialement défavorisés, de les aider à développer leurs dons musicaux. Pour la création de la  Fondation Francis Goya, Francis Goya s’est entouré d’amis Marocains et Européens qui partagent ses valeurs. La démarche sera d’organiser des concerts musicaux gracieusement dans le but de pouvoir récolter des fonds pour l’achat d’instruments de musique et le financement de cours de chants et de danse au profit des enfants. Il sera procédé à des visites d’écoles, d’orphelinats ainsi que des zones montagneuses pour la détection des jeunes talents qui pourront bénéficier de formations solides en musique, voire d’effectuer des stages à l’étranger et pourront être suivis et accompagnés sur le long terme.